# حوزه انتخابیه اول نیوهمپشایر
حوزه انتخابیه اول نیوهمپشایر یک حوزه انتخابیه مجلس نمایندگان آمریکا است که در ایالت نیوهمپشایر قرار دارد.